# John Kibowen
John Kibowen (Kenia, 21 de abril de 1969) es un atleta keniano, especialista en la prueba de 5000 m, en la que ha logrado ser medallista de bronce mundial en 2001.

## Carrera deportiva
En el Mundial de Edmonton 2001 ganó la medalla de bronce en los 5000 metros, con un tiempo de 13:05.20 segundos, llegando a la meta tras su compatriota el también keniano Richard Limo y el etíope Million Wolde. 